# Nadöb
I Nadöb (o anche Maku-Nadëb) sono un gruppo etnico indigeno della Colombia e del Brasile, con una popolazione stimata in circa 600 individui nel 1995. Fanno parte del macrogruppo dei popoli Makù, insieme ai Bara (o Kakwa), ai Nukak, agli Yuhupde, ai Dow e agli Hupda.

## Lingua
Parlano un idioma (codice ISO 639: MBJ) appartenente al gruppo delle lingue makù. Uno dei sottogruppi dei  Nadöb si fa chiamare kabori ("ragazzi").

## Insediamenti
Vivono nello stato brasiliano dell'Amazonas, nei pressi dei fiumi Negro e Japurá.  Alcuni sottogruppi sono nomadi e si spostano tra i confini di Brasile e Colombia.

## Organizzazione sociale
È un gruppo seminomade che si sostenta con l'agricoltura.